# La Garde (film, 1990)
Pour les articles homonymes, voir La Garde.
Pour plus de détails, voir Fiche technique et Distribution.
La Garde (Караул, Karaul) est un film soviétique réalisé par  Alexandre Rogojkine, sorti en 1990.
Le film est basé sur l'histoire vraie d'un soldat ayant tué toute une unité à cause du bizutage[réf. nécessaire] (dedovchtchina) qu'il a subi.

## Fiche technique
- Titre original : Караул, Karaul
- Titre français : La Garde
- Réalisation : Alexandre Rogojkine
- Scénario : Ivan Loshchiline
- Costumes : Marina Kaishauri
- Photographie : Valeri Martinov
- Montage : Tamara Denisova
- Pays d'origine : URSS
- Format : Couleurs - 35 mm - 1,37:1 - Mono
- Genre : drame
- Durée : 96 minutes
- Dates de sortie :
  - Allemagne : 20 février 1990 (Berlinale 1990)
  - URSS : juillet 1990

## Distribution
- Alexeï Bouldakov : Paromov
- Sergueï Koupriianov : Andrej Iveren
- Alexeï Poluyan : Nikolaï Mazour
- Alexandre Smirnov : soldat Khaustov
- Taras Denisenko : Boris Kortchenouk
- Vasili Domratchiov : soldat Nishchenkine
- Rinat Ibraguimov : Ibraguimov
- Dmitri Iosifov : Alexeï Jokhine

## Récompenses
- Berlinale 1990 : Prix FIPRESCI et Prix Alfred-Bauer